# Bratislava V
El distrito de Bratislava V (en eslovaco Okres Bratislava V) es una unidad administrativa (okres) de Eslovaquia Occidental, situado en la región de Bratislava, con 121.259 habitantes (en 2003) y una superficie de 94 km². 
Comprende los siguientes barrios de Bratislava:
- Petržalka
- Jarovce
- Rusovce
- Čunovo

Limita al oeste con Austria, al sur con Hungría y con el Danubio, y al este y al norte con los distritos de Bratislava I y Bratislava II así como con el distrito de Senec.

## Demografía
| Año        | 1994    | 2004    | 2014    | 2024    |
| ---------- | ------- | ------- | ------- | ------- |
| Población  | 130 503 | 119 441 | 111 001 | 121 843 |
| Diferencia |         | −8,47 % | −7,06 % | +9,76 % |

| Año        | 2023    | 2024    |
| ---------- | ------- | ------- |
| Población  | 122 048 | 121 843 |
| Diferencia |         | −0,16 % |